# Geir Arne Hagaløkken
Geir Arne Hagaløkken (Kongsvinger, 5 aprile 1961) è un ex calciatore norvegese, di ruolo centrocampista.

## Carriera
Hagaløkken ha vestito la maglia del Kongsvinger dal 1980 al 1988. Ha contribuito alla promozione del campionato 1982, potendo così debuttare in 1. divisjon in data 15 maggio 1983, subentrando a Roy Holth nella sconfitta casalinga per 0-2 contro il Mjøndalen. Il 2 ottobre successivo è arrivata la prima rete nella massima divisione locale, nel 6-1 inflitto al Moss. Ha totalizzato 87 presenze e 5 reti nella massima divisione norvegese.